# 見附市消防本部
見附市消防本部（みつけししょうぼうほんぶ）は、新潟県見附市の消防部局（消防本部）。管轄区域は見附市全域。

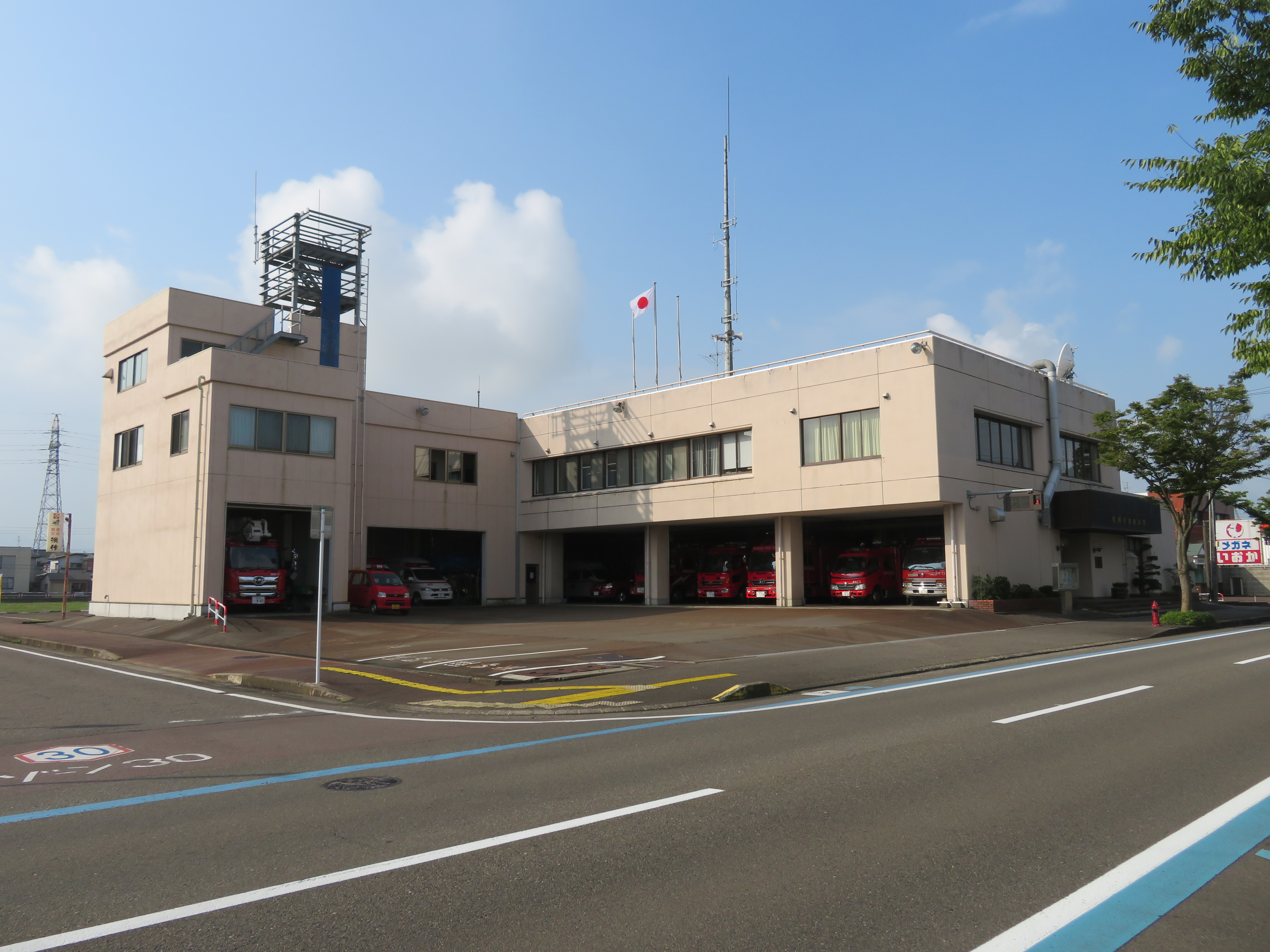
消防本部・消防署庁舎

## 概要
- 消防本部：見附市昭和町2-6-33
- 管内面積：77.96km2
- 職員定数：54人
- 消防署1カ所、出張所1カ所
- 主力機械（2022年4月1日現在）
  - 普通消防ポンプ自動車：2
  - 水槽付消防ポンプ自動車：2
  - はしご付消防自動車：1
  - 化学消防自動車：1
  - 高規格救急自動車：4
  - 救助工作車：1
  - 指揮車：1
  - 指令車：2
  - 支援車：1

## 沿革
- 1958年4月1日　見附市消防本部・見附市消防署を設置。

## 組織
- 本部 - 総務課、警防課、予防課
- 消防署

## 消防署
| 消防署       | 住所         | 出張所           |
| ------------ | ------------ | ---------------- |
| 見附市消防署 | 昭和町2-6-33 | 今町：今町3-5-24 |